# USS Puffer (SS-268)
USS Puffer (SS-268) là một tàu ngầm lớp Gato từng phục vụ cùng Hải quân Hoa Kỳ trong Chiến tranh Thế giới thứ hai. Nó là chiếc tàu chiến đầu tiên của Hải quân Hoa Kỳ được đặt cái tên này, theo tên các loài trong họ Cá nóc. Nó đã phục vụ trong suốt Thế chiến II, thực hiện tổng cộng chín chuyến tuần tra, đánh chìm tám tàu Nhật Bản, bao gồm một tàu frigate, với tổng tải trọng 36.392 tấn. Được cho ngừng hoạt động sau khi xung đột chấm dứt vào năm 1946, con tàu tiếp tục phục vụ như tàu huấn luyện trong thành phần dự bị cho đến khi bị bán để tháo dỡ vào năm 1960. Puffer được tặng thưởng danh hiệu Đơn vị Tuyên dương Hải quân cùng chín Ngôi sao Chiến trận do thành tích phục vụ trong Thế Chiến II.

## Thiết kế và chế tạo
Lớp tàu ngầm Gato được thiết kế cho mục đích một tàu ngầm hạm đội nhằm có tốc độ trên mặt nước cao, tầm hoạt động xa và vũ khí mạnh để tháp tùng hạm đội chiến trận. Con tàu dài 311 ft 9 in (95,02 m) và có trọng lượng choán nước 1.525 tấn Anh (1.549 t) khi nổi và 2.424 tấn Anh (2.463 t) khi lặn. Chúng trang bị động cơ diesel dẫn động máy phát điện để cung cấp điện năng cho bốn động cơ điện, đạt được công suất 5.400 shp (4.000 kW) khi nổi và 2.740 shp (2.040 kW) khi lặn, cho phép đạt tốc độ tối đa 21 hải lý trên giờ (39 km/h) và 9 hải lý trên giờ (17 km/h) tương ứng. Tầm xa hoạt động là 11.000 hải lý (20.000 km) khi đi trên mặt nước ở tốc độ 10 hải lý trên giờ (19 km/h) và có thể hoạt động kéo dài đến 75 ngày và lặn được sâu tối đa 300 ft (90 m).
Lớp tàu ngầm Gato được trang bị mười ống phóng ngư lôi 21 in (530 mm), gồm sáu ống trước mũi và bốn ống phía phía đuôi tàu, chúng mang theo tối đa 24 quả ngư lôi. Vũ khí trên boong tàu gồm một hải pháo 3 inch/50 caliber, và thường được tăng cường một khẩu pháo phòng không Bofors 40 mm nòng đơn và một khẩu đội Oerlikon 20 mm nòng đôi, kèm theo súng máy .50 caliber và .30 caliber. Tiện nghi cho thủy thủ đoàn bao gồm điều hòa không khí, thực phẩm trữ lạnh, máy lọc nước, máy giặt và giường ngủ cho hầu hết mọi người, giúp họ chịu đựng cái nóng nhiệt đới tại Thái Bình Dương cùng những chuyến tuần tra kéo dài đến hai tháng rưỡi.
Puffer được đặt lườn tại xưởng tàu của hãng Manitowoc Shipbuilding Company ở Manitowoc, Wisconsin vào ngày 16 tháng 2, 1942. Nó được hạ thủy vào ngày 21 tháng 11, 1942, được đỡ đầu bởi bà Ruth B. Lyons, và được cho nhập biên chế cùng Hải quân Hoa Kỳ vào ngày 27 tháng 4, 1943 dưới quyền chỉ huy của Hạm trưởng, Thiếu tá Hải quân Marvin John Jensen.

## Lịch sử hoạt động

### 1943
Vào đầu tháng 5, 1943, Puffer được chất lên một sà lan để được kéo dọc theo sông Mississippi từ Manitowoc đến New Orleans, Louisiana, nơi nó được tiếp tục trang bị hoàn thiện trước đưa đi vào hoạt động. Sau khi hoàn tất việc chạy thử máy huấn luyện tại khu vực vịnh Mexico, chiếc tàu ngầm chuẩn bị để được điều động sang khu vực Mặt trận Thái Bình Dương. Nó băng qua kênh đào Panama và đi đến Brisbane, Australia vào đầu tháng 9, 1943.

#### Chuyến tuần tra thứ nhất
Trong chuyến tuần tra đầu tiên từ ngày 7 tháng 9 đến ngày 17 tháng 10 tại các khu vực eo biển Makassar và biển Celebes, Puffer đã gây hư hại cho nhiều tàu đối phương, nhưng không đánh chìm được chiếc nào. Vào ngày 9 tháng 10, sau khi phóng ngư lôi gây hư hại cho chiếc tàu buôn Kumagawa Maru, chiếc tàu ngầm phải chịu đựng một đợt phản công kéo dài 38 giờ bởi mìn sâu thả từ hai tàu săn ngầm đối phương, và bị hư hại nhẹ.

#### Chuyến tuần tra thứ hai
Khởi hành vào ngày 24 tháng 11 cho chuyến tuần tra thứ hai tại vùng biển Sulu và các lối tiếp cận Manila, vào ngày 13 tháng 12, Puffer đã phóng ngư lôi gây hư hại cho chiếc Teiko Maru (nguyên là chiếc tàu hơi nước D'Artagnan của phe Vichy Pháp). Đến ngày 20 tháng 12, nó tấn công đánh chìm chiếc tàu khu trục cũ Fuyō (820 tấn); rồi đến ngày 1 tháng 1, 1944 lại tiếp tục đánh chìm chiếc tàu chở hàng Ryuyo Maru (6.707 tấn) trước khi quay trở về Fremantle, Australia để tái trang bị vào ngày 12 tháng 1.

### 1944

#### Chuyến tuần tra thứ ba và thứ tư
Lên đường vào ngày 4 tháng 2 cho chuyến tuần tra thứ ba tại khu vực biển Đông, vào ngày 22 tháng 2, Puffer đã phóng ngư lôi đánh chìm tàu vận tải Teikyo Maru (15.105 tấn), rồi kết thúc chuyến tuần tra khi quay trở về Fremantle vào ngày 4 tháng 4 để tái trang bị. Nó tiếp tục lên đường vào ngày 30 tháng 4 cho chuyến tuần tra tiếp theo tại các khu vực eo biển Madura, eo biển Makassar và biển Sulu. Chiếc tàu ngầm thoạt tiên hoạt động tìm kiếm và giải cứu phục vụ cho chiến dịch không kích xuống Surabaya trên đảo Java, rồi đến ngày 18 tháng 5 đã đánh chìm tàu chở hàng Shinryu Maru (3.181 tấn). Đến ngày 5 tháng 6, nó lại tấn công một đoàn ba tàu chở dầu, đánh chìm được các chiếc Ashizuri (2.166 tấn) và Takasaki (2.500 tấn). Thành tích xuất sắc trong chuyến tuần tra này đã giúp Puffer được tặng thưởng danh hiệu Đơn vị Tuyên dương Hải quân. Nó quay trở về Fremantle vào ngày 21 tháng 6.

#### Chuyến tuần tra thứ năm
Trong chuyến tuần tra thứ năm từ ngày 14 tháng 7 tại các khu vực eo biển Makassar, biển Celebes, biển Sulu và biển Đông, Puffer phát hiện một tàu tiếp liệu tàu ngầm được năm tàu hộ tống bảo vệ vào ngày 21 tháng 7; tuy nhiên cuộc theo đuổi trong ba ngày đã không đem đến kết quả. Đến ngày 12 tháng 8, nó đụng độ một đoàn mười tàu buôn được hộ tống, và tấn công với toàn bộ chín quả ngư lôi còn lại, đánh chìm được tàu chở dầu Teikon Maru (5.113 tấn) đồng thời gây hư hại cho ít nhất hai chiếc khác. Nó hoàn tất chuyến tuần tra khi quay trở về Trân Châu Cảng, rồi tiếp tục đi đến vùng bờ Tây để được đại tu tại Xưởng hải quân Mare Island. Sau khi hoàn tất việc sửa chữa, nó quay trở lại khu vực quần đảo Hawaii để hoạt động huấn luyện.

### 1945

#### Chuyến tuần tra thứ sáu và thứ bảy
Puffer lên đường vào ngày 16 tháng 12 cho chuyến tuần tra thứ sáu tại vùng biển quần đảo Ryūkyū. Nó đã đánh chìm Tàu Phòng vệ Duyên hải số 42 (khoảng 800 tấn), nguyên là một tàu frigate, vào ngày 10 tháng 1, 1945. Sau đó nó tiếp tục gây hư hại cho một tàu khu trục, ba tàu chở hàng và một tàu chở dầu trước khi quay trở về Guam vào ngày 17 tháng 1 để tái trang bị. Chiếc tàu ngầm tiếp tục lên đường vào ngày 11 tháng 2 cho chuyến tuần tra thứ bảy tại eo biển Luzon và khu vực biển Đông, nơi nó bắn phá quần đảo Đông Sa, và trên đường quay trở về căn cứ Midway đã càn quét tàu bè đối phương tại vùng biển chung quanh đảo Wake. 

#### Chuyến tuần tra thứ tám và thứ chín
Sau khi được tái trang bị tại Midway, Puffer khởi hành vào ngày 20 tháng 5 cho chuyến tuần tra thứ tám tại khu vực biển Đông và biển Java. Tại bờ biển phía Bắc Bali, Đông Ấn thuộc Hà Lan, nó đã phá hủy hai tàu vận tải nhỏ và sáu tàu đổ bộ bằng hải pháo vào ngày 5 tháng 7, và bắn phá các cơ sở cảng tại Chelukan Bawang và Buleleng, Bali. Sau khi quay trở về Fremantle để được tiếp liệu, nó tiếp tục thực hiện chuyến tuần tra thứ chín, cũng là chuyến cuối cùng, trong biển Java, cho đến khi Nhật Bản chấp nhận đầu hàng vào ngày 15 tháng 8, giúp chấm dứt vĩnh viễn cuộc xung đột. Nó đi đến vịnh Subic, Philippines trước khi lên đường quay trở về Hoa Kỳ, về đến San Francisco, California vào ngày 15 tháng 10.
Puffer được cho xuất biên chế vào ngày 28 tháng 6, 1946, và được đưa về Hạm đội Dự bị Thái Bình Dương, neo đậu tại Xưởng hải quân Mare Island. Sau đó con tàu được chuyển đến Seattle, Washington để phục vụ cùng Quân khu Hải quân 13 như một tàu huấn luyện dành cho nhân sự thuộc Hải quân Dự bị Hoa Kỳ, cho đến khi được thay thế bởi tàu ngầm USS Bowfin (SS-287) vào ngày 10 tháng 6, 1960. Tên nó được cho rút khỏi danh sách Đăng bạ Hải quân vào ngày 1 tháng 7, 1960, và con tàu bị bán cho hãng Zidell Corporation tại Portland, Oregon để tháo dỡ vào ngày 4 tháng 11, 1960.

## Phần thưởng
Puffer được tặng thưởng danh hiệu Đơn vị Tuyên dương Hải quân cùng chín Ngôi sao Chiến trận do thành tích phục vụ trong Thế Chiến II. Nó được ghi công đã đánh chìm tám tàu Nhật Bản, bao gồm một tàu frigate, với tổng tải trọng 36.392 tấn.
|                                                                     |  |  |
| Silver star · Bronze star · Bronze star · Bronze star · Bronze star |  |  |

| Dãi băng Hoạt động Tác chiến                                            | Đơn vị Tuyên Dương Hải quân          | Huân chương Chiến dịch Hoa Kỳ                  |
| Huân chương Chiến dịch Châu Á-Thái Bình Dương với 9 Ngôi sao Chiến trận | Huân chương Chiến thắng Thế Chiến II | Huân chương Giải phóng Philippine (Philippine) |